# Bembidion impotens
Bembidion impotens es una especie de escarabajo del género Bembidion, familia Carabidae. Fue descrita científicamente por Casey en 1918.
Habita desde Nuevo Brunswick y Columbia Británica hasta Florida, California y México. Mide 2,9-3,5 mm. Se encuentra en medios de alta humedad, en aguas corrientes o estancadas.